# Parasitic gap
Parasitic gap is een binnen de Engelse taalkunde gebruikelijke benaming voor een syntactische constructie waarbij een zin een of meerdere "gaten" vertoont, waar eigenlijk argumenten zouden moeten staan. Dit verschijnsel speelt in sommige talen, waaronder het Engels en Nederlands, een zekere rol. De uit het Engels overgenomen benaming betekent letterlijk "parasitisch gat")
Parasitic gaps komen in het algemeen voor bij vragende zinnen en hangen nauw samen met een ander verschijnsel, de W-beweging. Een parasatic gap wordt mogelijk gemaakt doordat een werkwoordsargument dat normaal gesproken elders in de zin staat (meestal is dit het lijdend voorwerp) meer naar voren wordt gehaald en dan meestal helemaal aan het begin van de zin komt te staan. De zin wordt dan ingeleid door een vragend voornaamwoord dat tevens deel uitmaakt van het naar voren gehaalde argument:
- Welk boek_ besprak ze_zonder te lezen_?

Hoewel deze zin geen anaforen bevat, voelt iedere taalgebruiker feilloos aan dat de zinsdelen besprak ze en zonder te lezen onlosmakelijk zijn verbonden met het argument Welk boek. Het tweede gat na zonder te lezen wordt "parasitisch" genoemd omdat het eigenlijk alleen kan bestaan dankzij het eerste gat. Wanneer de zin wordt herschreven, wordt hij namelijk semantisch incorrect of op zijn minst zwaar gekunsteld. Hier is dus tevens sprake van een soort bewegingsparadox:
- Ze besprak_ het boek_ zonder te lezen_ (zwaar gekunsteld).

- Het boek_werd besproken_zonder te lezen_(uitgesloten).

Het verschijnsel is in het Nederlands in 2010 speciaal onderzocht voor beknopte bijzinnen.

## Geschiedenis
Het verschijnsel dat tegenwoordig als parasitic gap bekendstaat werd in het Engels voor het eerst opgemerkt in de jaren 60 door John Robert Ross. Volgens Noam Chomsky betreft het hier een soort "stilzwijgende voornaamwoorden" die deel uitmaken van de generatieve grammatica en van de aangeboren universele grammatica. Bepaalde aspecten van het verschijnsel zijn onderzocht in de Generalized Phrase Structure Grammar en later in de Head-Driven Phrase Structure Grammar.